# Philisca puconensis
Philisca puconensis är en spindelart som beskrevs av Ramírez 2003. Philisca puconensis ingår i släktet Philisca och familjen spökspindlar. Inga underarter finns listade i Catalogue of Life.